# Episteme

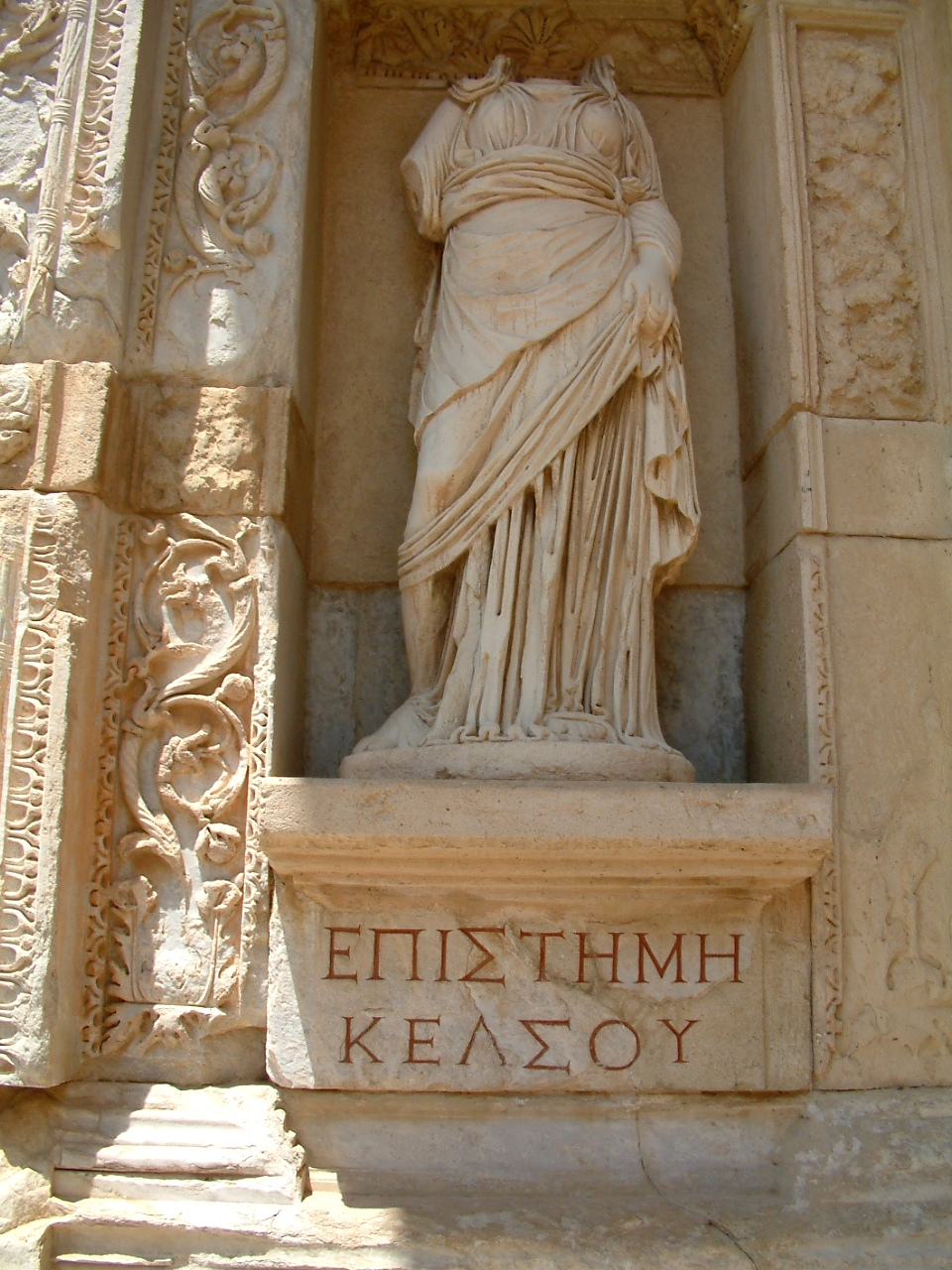
Darstellung der Episteme in der Celsus-Bibliothek in Ephesus (Türkei)

Die Episteme (altgriechisch ἐπιστήμη epistḗmē) ist ein Begriff der griechischen Philosophie und bedeutet ungefähr „Erkenntnis“, „Wissen“, „Fähigkeit“ oder „Wissenschaft“.

## Etymologie
Episteme stammt vom Verb ἐπίσταμαι epístamai, das „wissen“, „können“, „verstehen“ bedeutet. Das wiederum setzt sich zusammen aus dem Präfix ἐπι- epi- („auf“) und ἵστημι hístēmi („stehen“) zusammen und bedeutet wortwörtlich „auf einem Fundament stehen“.
Schon alleine an den unterschiedlichen Übersetzungsmöglichkeiten ergibt sich eine gewisse Mehrdeutigkeit, welche das Verstehen und Interpretieren philosophischer Texte erschwert. Episteme bezeichnet nicht nur das Wissen an sich, sondern auch den Prozess der Erkenntnis.

## Platon
Platon begründet die Höherwertigkeit des auf das Allgemeine gehenden Denkens gegenüber dem Zufälligen der körperhaften Sinneswahrnehmung. Besonders in seinem Dialog Theaitetos widmet er sich der Frage, wie Episteme zu definieren sei, wobei am Ende keine eindeutig zufriedenstellende Antwort herauskommt und der Dialog aporetisch endet.
Der Philosoph Edmund Gettier rekonstruierte Platons letzten Definitionsversuch als „wahre, gerechtfertigte Meinungen“, konstruierte aber zugleich Fälle, in denen er meinte, es lege wahre gerechtfertigte Meinungen vor, aber kein Wissen. Inwieweit Platon diese Definition vertreten hat, ist nicht geklärt (siehe dazu: Gettier-Problem).

## Aristoteles
Auch Aristoteles unterscheidet die Erkenntnis von der Sinneswahrnehmung und dem bloßen Meinen. Er verwendet den Begriff episteme in seiner Nikomachischen Ethik jedoch im engeren Sinne, um ihn als theoretisches Wissen gegen Techne, das praktische Können, abzugrenzen. Zuvor wurden die beiden Begriffe mehr oder weniger synonym verwendet. In der Nikomachischen Ethik sind Episteme und Techne zwei der fünf Grundhaltungen der Seele, die zur Erfassung des Richtigen benötigt werden. Die anderen sind: Phronesis (sittliche, praktische Einsicht; Begreifen), Sophia (philosophische Weisheit) und Nous (intuitiver Verstand; geistiges Erfassen; Vernunft).

## Eric Voegelin
Der Politikwissenschaftler und Historiker Eric Voegelin greift den Begriff episteme wieder auf in dem groß angelegten Versuch, eine „neue Wissenschaft der Politik“ mit den alten Methoden der Klassik und hier vor allem Aristoteles’ zu konstruieren. Er fasst den Wissenschaftsbegriff des Aristoteles in einer unüblichen Weite und versteht darunter, unter anderem, die Erforschung des metaxy, der existentiellen Spannung im Menschen, zwischen Immanenz und Transzendenz durch den Nous (die Vernunft).

## Michel Foucault
Der Philosoph Michel Foucault verwendete den Begriff episteme in seinem Werk Die Ordnung der Dinge in einer besonderen Bedeutung. Er meint damit das historische a priori, welches das Wissen und dessen Diskurse begründet. Es repräsentiert dadurch die Bedingung der Möglichkeit von Wissen innerhalb einer bestimmten Epoche.

„Die fundamentalen Codes einer Kultur, die ihre Sprache, ihre Wahrnehmungsschemata, ihren Austausch, ihre Techniken, ihre Werte, die Hierarchien ihrer Praktiken beherrschen, fixieren gleich zu Anfang für jeden Menschen die empirischen Ordnungen, mit denen er zu tun haben und in denen er sich wiederfinden wird.“

In folgenden Schriften hat Foucault klargestellt, dass mehrere Episteme als Teile von verschiedenen Macht/Wissenssystemen zur selben Zeit existieren und miteinander interagieren können. Er hat jedoch nicht das Konzept verworfen:

„[Ich könnte] die Episteme […] als strategisches Dispositiv definieren, das es erlaubt, unter allen möglichen Aussagen diejenigen herauszufiltern, die innerhalb, ich sage nicht: einer wissenschaftlichen Theorie, aber eines Feldes von Wissenschaftlichkeit akzeptabel sein können und von denen man wird sagen können: Diese hier ist wahr oder falsch. Die Episteme ist das Dispositiv, das es erlaubt, nicht schon das Wahre vom Falschen, sondern das wissenschaftlich Qualifizierbare vom Nicht-Qualifizierbaren zu scheiden.“

Foucaults Verwendung des Begriffs Episteme weist eine Ähnlichkeit mit Thomas S. Kuhns Begriff Paradigma auf, wie z. B. Jean Piaget aufgezeigt hat.